# Etimologia cuvântului vlah
Vlah este un termen utilizat pentru a desemna popoarele latine din Europa de sud-est: românii, aromânii, meglenoromânii și istroromânii. 
Cuvântul pare a fi de origine germanică dar sunt și opinii că ar fi originar din Imperiul Roman de Răsărit, unde apare pentru prima dată denumirea Blachernae utilizată începând cu secolul al VI-lea.
În limbile germanice e vorba de forma "Walha" cu care vechii germani își denumeau vecinii celtici, probabil derivat din numele unui trib cunoscut de romani ca Volcae (în scrierile lui Iulius Cezar), iar de greci ca "Ouólkai" (Strabon și  Ptolemeu). Această folosire este încă păstrată în limba engleză - Welsh. Originea numelui tribului pare să fie aceeași cu nemțescul "volk" sau englezescul "folk". În Transilvania, sașii îi numeau în trecut pe români: "Blochen" sau "Blechen". (sg. "Bloch" sau "Bloche" sau "Bleche"). Cum celții (galii) au fost romanizați, cuvântul și-a schimbat înțelesul în acela de "popor romanic", așa cum este el păstrat azi în numele valon în Belgia. Acest cuvânt, care desemna popoarele romanice, a fost împrumutat de la goții germanici  (ca *walhs) de către slavi. Mai apoi, înțelesul acestui substantiv în limbile slave a evoluat diferit, după cum se arată mai jos: 
| Limba                                           | Forma  | Înțeles                                            |
| ----------------------------------------------- | ------ | -------------------------------------------------- |
| Limba bulgară                                   | влах   | vlah                                               |
| Bulgară                                         | влах   | om din Valahia                                     |
| Bulgară                                         | влах   | crescător de vite, cioban                          |
| Limba cehă                                      | Valach | om din Valahia                                     |
| Cehă                                            | Valach | om din Valašsko (în Moravia)                       |
| Cehă                                            | valach | cioban                                             |
| Cehă                                            | valach | cal (armăsar castrat)                              |
| Cehă                                            | valach | om leneș                                           |
| Cehă                                            | Vlach  | italian                                            |
| Limba poloneză                                  | Włoch  | italian                                            |
| Poloneză                                        | Wołoch | imigrant român                                     |
| Poloneză                                        | wałach | cal (armăsar castrat)                              |
| Limba rusă                                      | валах  | om din Valahia                                     |
| Limba sârbo-croată                              | Vlah   | vlah                                               |
| Sârbo-croată                                    | Vlah   | om din Valahia                                     |
| Sârbo-croată (dialectul croat)                  | Vlah   | istroromân                                         |
| Sârbo-croată (dialectul din Dubrovnik)          | Vlah   | om din Herțegovina                                 |
| Sârbo-croată (dialectul Croația de vest)        | Vlah   | italian                                            |
| Sârbo-croată (dialectul croat)                  | vlah   | crescător de vite (în evul mediu)                  |
| Sârbo-croată (dialectul croat din Istria)       | vlah   | colonist nou                                       |
| Sârbo-croată (dialectul din Dalmația)           | vlah   | plebeu                                             |
| Sârbo-croată (dialectul din insulele Dalmației) | vlah   | om de pe continent                                 |
| Sârbo-croată (dialecte din vest și nord)        | vlah   | ortodox                                            |
| Sârbo-croată (dialecte din Podravina)           | vlah   | Catholic care este vorbitor de limbă neoștokaviană |
| Sârbo-croată (dialecte folosite de bosniaci)    | vlah   | nemusulman locuitor în Bosnia                      |
| Sârbo-croată (dialect Travnik Bosniac)          | vlah   | catolic                                            |
| Limba slovacă                                   | Valach | om din Valahia                                     |
| Slovacă                                         | Valach | om din Valašsko (în Moravia)                       |
| Slovacă                                         | valach | cioban                                             |
| Slovak                                          | valach | cal (armăsar castrat)                              |
| Slovak                                          | Vlach  | italian                                            |
| Limba slovenă                                   | Lah    | italian                                            |
| Slovenă                                         | Vlah   | emigrant sârb                                      |
| Limba ucraineană                                | волох  | valah                                              |

De la slavi, cuvântul a trecut și la alte popoare: la unguri ("olah") și la greci ("vlachoi") și a fost folosit pentru toate popoarele latine din Balcani. El a căpătat și un al doilea înțeles, acela de "păstor", după ocupația multor vlahi din Grecia și Serbia. În Albania s-a întâmplat invers, çoban a ajuns să însemne "vlah".
Termenul a fost la început un exonim, în timp ce vlahii foloseau diferite cuvinte derivate din romanus pentru a se numi pe ei înșiși: români, rumâni, rumâri, aromâni, arumâni etc.
Din punct de vedere istoric, vlah este folosit pentru a numi toate popoarele latine din Balcani dar, în zilele noastre, acest termen este rareori folosit pentru a-i numi pe români (dacoromâni), ci de obicei pentru a numi pe aromâni, istroromâni și meglenoromâni. 
Cuvântul "valach", în Transilvania a fost mult timp întrebuințat cu sensul de iobag, și era considerată de români ca un nume de batjocoră. Din această cauză, Adunarea Națională de pe Câmpia Libertății, a decis ca "națiunea română să pretindă ca în toate actele oficiale să fie numită cu adevăratul ei nume". În actul de la 5 mai 1848 al împăratului Ferdinand s-a întrebuințat pentru ultima dată în mod oficial denumirea de "valach", iar de la 1868 și legislația Regatului Ungariei a receptat numele de "român". 
În recensămintele din Iugoslavia atât aromânii din Macedonia cât și vlahii din Serbia au fost înregistrați ca "vlahi".
Un nume folosit pentru vlahii din sudul Greciei este cuțovlahi (κουτσοβλάχοι), care a fost tradus de Alexandru Ciorănescu drept „vlahi șchiopi”, cu toate că prefixul adverbial κουτσο- înseamnă „încă”. Denumirea de cuțovlahi este socotită de aromâni drept o insultă. Aromânilor li se mai spune (mai ales în Serbia și Bulgaria)  țințari, nume care vine probabil de la modul în care pronunță ei cuvântul cinci: ținți.
În cronicile arabe din secolul al XIII-lea, în loc de Țaratul Vlaho-Bulgar era menționată doar Valahia, cu indicarea precisă a coordonatelor geografice arabe și cu specificarea faptului că Valahia se numea în arabă "al-Awalak" iar locuitorii "ulaqut" sau "ulagh".

## Alte opinii
Filologul Ilie Gherghel, după compararea documentelor istorice apărute în Imperiul Roman de Răsărit, a demonstrat o origine romano-bizantină a cuvântului “vlah”. Demonstrația se bazează în special pe scrierile lui Genesios și pe Lexiconul Suidas. Chiar și denumirea cartierului Blachernae (Vlaherne) cât si a catedralei imperiale "Blachernae" din Constantinopol vine tot de la vlahi, care au avut o colonie lângă capitală, aproximativ în secolul al VI-lea. Gherghel sugerează că răspândirea cuvântului în spațiile slave și germanice s-a realizat prin intermediul varegilor (vikingilor). Opinia lui Gherghel este reluată și de Lisseanu
Istoricul F. Pintescu a scris despre utilizarea numelui Blakumen de către varegi atunci când se refereau la valahi. Această opinie sprijină ipoteza lui Gherghel.
Istoricul S. Brezeanu consideră că una din primele scrieri despre românii de la sud de Dunăre, sub numele de “vlachorynchini” (vlahii de pe râul Rynchos), a apărut într-o povestire istorică referitoare la mănăstirea Kastamonitou, scrisă în secolul al XVII-lea dar sprijinită pe o sursă bizantină din secolul al IX-lea.